# Чрнеча Вас
Чрнеча Вас (словен. Črneča Vas) — поселення в общині Костанєвиця-на-Кркі, Споднєпосавський регіон, Словенія. Висота над рівнем моря: 375,7 м.